# Club Social y Deportivo San Antonio Unido
Club Social y Deportivo San Antonio Unido är en fotbollsklubb från San Antonio från regionen Valparaíso och grundades 21 juli 1961. Klubben har spelat i andra- och tredjedivisionen. Klubben har även vunnit Campeonato Apertura för den näst högsta divisionen 1970.